# Liste des archevêques de Maputo
Liste des archevêques de Maputo
(Archidioecesis Maputensis)
L'administration apostolique du Mozambique est créée le 21 janvier 1612, par détachement de l'évêché de São Tomé e Príncipe.
Elle est érigée en prélature territoriale en 1783. 
Elle est érigée en archevêché et change de dénomination le 4 septembre 1940 pour devenir l'archevêché de Lourenço Marques.
Ce dernier change de dénomination le 18 septembre 1976 pour devenir l'archevêché de Maputo.

## Sont prélats territoriaux
- 18 juillet 1783-† 18 juillet 1801 : Maria-José a Santo Tomas, prélat territorial du Mozambique.
- 18 juillet 1801-26 juin 1805 : siège vacant
- 26 juin 1805-17 décembre 1811 : Vasco-José Lobo (Vasco-José a Domina Nostra de Bona Morte Lobo), prélat territorial du Mozambique.
- 17 décembre 1811-23 août 1819 : Joaquim Ier Oliveira e Abreu (Joaquim de Nossa Senhora de Nazareth Oliveira e Abreu), prélat territorial du Mozambique.
- 10 novembre 1819-† ? 1828 : Bartholomeu Maya (Bartholomeu de Martyribus Maya), prélat territorial du Mozambique.
- 1828-30 janvier 1883 : siège vacant
- 30 janvier 1883-27 mars 1884 : Antonio Ier da Silva Leitão e Castro (Antonio Tomas da Silva Leitão e Castro), prélat territorial du Mozambique.
- 27 mars 1884-14 mars 1887 : Henrique Reed da Silva (Henrique José Reed da Silva), prélat territorial du Mozambique.
- 14 mars 1887-1er juin 1891 : Antonio II Dias Ferreira, prélat territorial du Mozambique.
- 1er juin 1891-15 septembre 1897 : António III de Souza Barroso (António José de Souza Barroso), prélat territorial du Mozambique.
- 7 novembre 1897-17 juillet 1900 : Sebastião Pereira (Sebastião José Pereira), prélat territorial du Mozambique.
- 17 décembre 1900-21 juin 1901 : Antonio IV Gomes Cardoso (Antonio José Gomes Cardoso), prélat territorial du Mozambique.
- 18 août 1901-14 novembre 1904 : António V Moutinho, prélat territorial du Mozambique.
- 14 novembre 1904-† 8 mai 1920 : Francisco Ier Ferreira da Silva, prélat territorial du Mozambique.
- 16 décembre 1920-15 novembre 1935 : Joaquim II d’Assunçâo Pitinho (Joaquim Rafael Maria d’Assunçâo Pitinho), prélat territorial du Mozambique.
- 18 mai 1936-4 septembre 1940 : Teodosio de Gouveia (Teodosio Clemente de Gouveia), prélat territorial du Mozambique.

## Sont archevêques
- 4 septembre 1940-† 6 février 1962 : cardinal (18 février 1946) Teodosio de Gouveia (Teodosio Clemente de Gouveia), promu archevêque de Lourenço Marques.
- 3 août 1962-26 août 1974 : Custódio Alvim Pereira, archevêque de Lourenço Marques.
- 23 décembre 1974-22 février 2003 : cardinal (28 juin 1988) Alexandre dos Santos (Alexandre José Maria dos Santos), archevêque de Lourenço Marques, puis archevêque de Maputo (18 septembre 1976).
- depuis le 22 février 2003 : Francisco II Chimoio

## Sources
- L'ANNUAIRE PONTIFICAL, sur le site http://www.catholic-hierarchy.org, à la page